# Handel-C
Handel-C è un linguaggio di programmazione per la descrizione dell'hardware che si basa sulla sintassi del C e che quindi descrive i circuiti a livello più alto rispetto al VHDL. 
Ogni costrutto deve poter essere tradotto in un circuito elettronico. Questo linguaggio è più facilmente apprendibile e rende più veloce la definizione di un prototipo ma rende più difficoltosa la fase di compilazione, già problematica nel VHDL. Ad ogni istruzione può corrispondere un solo comando, queste possono essere eseguite in blocchi sequenziali o paralleli (nello stesso ciclo di clock – flusso di esecuzione a n rami paralleli). Le costanti vengono usate in espressioni e assegnamenti. Ogni variabile può essere scritta una sola volta per ciclo di clock e può essere letta più volte. Si possono dichiarare anche tre tipi di memorie: RAM, ROM, MPRAM. In questo linguaggio sono particolarmente utili i canali, cioè i buffer, per la comunicazione tra processi. In ogni ciclo un solo processo può scrivere e solo uno può leggere.